# Paraliparis anthracinus
Paraliparis anthracinus är en fiskart som beskrevs av Stein, Chernova och Anatoly Petrovich Andriashev 2001. Paraliparis anthracinus ingår i släktet Paraliparis och familjen Liparidae. Inga underarter finns listade i Catalogue of Life.